# ソーシャルフィルター
ソーシャルフィルターとは、さまざまな媒体から得られる多種多様な情報から自身にとって必要な情報のみを取捨選択する手段の一つ。

## 概要
新聞・雑誌・テレビ・インターネットなど様々な情報媒体を通じて情報を集め、得られた情報の中から気になる物事を電子掲示板やミニブログなどのソーシャルグラフに投げかけ、そこで行われた論議や得られたコメントを意思決定の参考にする、という使い方をされる。